# Немогућа мисија: Разилажење
Немогућа мисија: Разилажење (енгл. Mission: Impossible – Fallout) је амерички акциони шпијунски филм из 2018. године, редитеља и сценаристе Кристофера Макворија. Наставак је филма Немогућа мисија: Отпадничка нација (2015) и шесто је остварење у серијалу Немогућа мисија. Главну улогу тумачи Том Круз као агент Итан Хант, док су у осталим улогама Хенри Кавил, Винг Рејмс, Сајмон Пег, Ребека Фергусон, Шон Харис, Анџела Басет, Мишел Монахан и Алек Болдвин. У филму, Итан Хант и његов тим морају да пронађу нестали плутонијум, док их надгледа агент ЦИА-е након што мисија пође по злу.
Преговори за шести филм из серијала Немогућа мисија су почели након изласка Отпадничке нације 2015. године. Филм је званично најављен у новембру исте године, када је Маквори потврдио да ће се вратити као режисер, сценариста и продуцент, заједно са Џеј-Џеј Ејбрамсом и Крузом. Џереми Ренер је потврдио да се неће појавити у овом остварењу, због својих обавеза за филм Осветници: Крај игре (2019). Филм је сниман од априла 2017. до марта 2018. у Паризу, Лондону, Новом Зеланду, Норвешкој и Уједињеним Арапским Емиратима. Продукција је прекинута за два месеца због Крузове повреде у августу 2017. године.
Филм је премијерно приказан 12. јула 2018. у Паризу, док је у америчким биоскопима издат 27. јула исте године; био је први филм у серијалу који је реализован у РеалД 3Д-у, а био је реализован и у ИМАКС формату. Зарадио је преко 791 милион долара широм света, што га је учинило најуспешнијим филмом у серијалу, као и осмим најуспешнијим филмом из 2018. године. У филму су посебно похваљени режија, сценарио, фотографија, акционе сцене, каскаде, музика и глума, а многи критичари га сматрају најбољим филмом у серијалу. Наставак, Немогућа мисија: Одмазда — Први део, премијерно је приказан 2023. године.

## Радња
Две године након хапшења Соломона Лејна, остаци Синдиката су се реорганизовали у терористичку групу познату као Апостоли, усвојивши политику „Терора за изнајмљивање”. Унајмио их је екстремиста познат као Џон Ларк и они покушавају да набаве три украдена плутонијумска језгра да би их користили за три нуклеарне бомбе. Агент Агенције за немогуће мисије (ИМФ) Итан Хант добија задатак да поврати плутонијум. Током мисије у Берлину, Апостоли узимају његовог колегу Лутера Стикела за таоца. Итан одлучује да спасе Лутера, дозвољавајући Апостолима да украду језгра. Тим ИМФ-а касније хвата норвешког стручњака за нуклеарно оружје Нилса Делбрука, за кога ЦИА верује да прави нуклеарно оружје за Ларка. Користећи лажни пренос Бенџија Дана, који се представљао као репортер CNN-а и најавио бомбардовање Рима, Јерусалима и Меке, они на превару терају Делбрука да откључа телефон који је користио за комуникацију са Ларком.
Бесна због неуспеха ИМФ-а да обезбеди плутонијум, директорка ЦИА-е Ерика Слоун наређује агенту Одељења за специјалне активности Аугусту Вокеру да прати Итана у мисији да га преузме. Итан и Вокер се инфилтрирају у ноћни клуб у Паризу где Ларк треба да купи плутонијум од Апостола, а трговкиња оружјем Алана Мицополис наступа као посредница. Они прате човека за кога сумњају да је Ларк, али након жестоке борбе у тоалету, убија га агенткиња МИ6 Илса Фауст. Итан преузима идентитет Ларка и састаје се са Аланом, али састанак је прекинут када их убице нападају. У замену за плутонијум, Алана даје задатак Итану да извуче Лејна из оклопног конвоја који се креће кроз Париз и даје му једно од језгара као аванс.
Итан и Вокер превентивно нападају конвој како би спречили Аланиног брата Золу и њихове људе да убију локалну полицију. Они воде полицију, Аланине људе и Илсу у потеру док Бенџи и Лутер обезбеђују Лејна. Алана тада налаже Итану да испоручи Лејна у Лондон. У сигурној кући у Лондону, секретар ИМФ-а Алан Ханли наређује Итану да заустави мисију и преда се након што је добио лажне доказе који имплицирају да је Итан заправо Ларк. Тим превари Вокера да призна да је он прави Ларк и обавештава Слоунову, која шаље јединицу ЦИА да све одведе у притвор. Међутим, у јединицу су се инфилтрирали Апостоли и она је под Вокеровом командом.
Вокер убија Ханлија и Итан га прогони до Тејт Модерна, где Вокер прети Итановој жени Џулији, пре него што побегне хеликоптером. Тим, заједно са Илсом, прати Лејна и Вокера до медицинског кампа у Каракорумским планинама. Илса закључује да Лејн планира да детонира нуклеарне бомбе у медицинском кампу, контаминирајући водоснабдевање Индије, Пакистана и Кине, што ће резултовати уништењем трећине светске популације. Бомбе су повезане сигурносним системом; сваки покушај да се деактивира једна бомба без разоружавања детонатора ће покренути другу. Итан открива да Џулија и њен нови муж Ерик раде у кампу. Лејн програмира детонатор бомби са 15-минутним одбројавањем и даје га Вокеру.
Вокер полеће хеликоптером док Бенџи, Лутер и Илса покушавају да пронађу и обезбеде нуклеарно оружје. Џулија помаже Лутеру да разоружа прву бомбу, али они не могу да је уклоне без детонатора. Илса проналази другу бомбу, али је Лејн напада из заседе и савлада; Бенџи и Илса на крају успевају да га надјачају. Итан отима хеликоптер за пратњу и успева да сруши Вокера са неба. Њих двојица се боре на ивици литице, а Итан спусти удицу причвршћену за хеликоптер на Вокера, који пада у смрт у хеликоптеру који се руши. Итан обезбеђује детонатор, дозвољавајући тиму да деактивира бомбе. Џулија опрашта Итану пошто јој је пружио најбољи живот, упркос његовој посвећености ИМФ-у. Слоунова предаје Лејна МИ6 преко Алане, чиме је Илса ослобођена кривице, и хвали Итана за његове поступке.

## Улоге
| Глумац          | Улога                          |
| --------------- | ------------------------------ |
| Том Круз        | Итан Хант                      |
| Хенри Кавил     | Аугуст Вокер / Џон Ларк        |
| Винг Рејмс      | Лутер Стикел                   |
| Сајмон Пег      | Бенџи Дан                      |
| Ребека Фергусон | Илса Фауст                     |
| Шон Харис       | Соломон Лејн                   |
| Анџела Басет    | Ерика Слоун                    |
| Ванеса Кирби    | Алана Мицополис / Бела Удовица |
| Мишел Монахан   | Џулија Мид                     |
| Алек Болдвин    | Алан Ханли                     |
| Вес Бентли      | Ерик                           |
| Фредерик Шмит   | Зола Мицополис                 |
| Кристофер Јонер | Нилс Делбрук                   |